# Kungsholmen (stadsdel)
Kungsholmen (även kallad Västermalm) är en stadsdel som ligger på den östra delen av ön Kungsholmen i Stockholms innerstad. Den ingår i Kungsholmens stadsdelsområde.
Stadsdelen Kungsholmen avgränsas mot övriga stadsdelar på ön Kungsholmen längs med Igeldammsgatan och Mariebergsgatan ned till Drottningholmsvägen och sedan längs Fridhemsgatan ned mot Rålambshovsparken.

## Administrativ historik
1933 bildas stadsdelen Kungsholmen, omfattande hela ön. 1934 bröts Fredhäll ut och 1935 Marieberg, Stadshagen och Kristineberg bildades. Från 1997 ingår stadsdelen i Kungsholmens stadsdelsområde.

## Skolor
Med dagens (2018) namn i alfabetisk ordning.

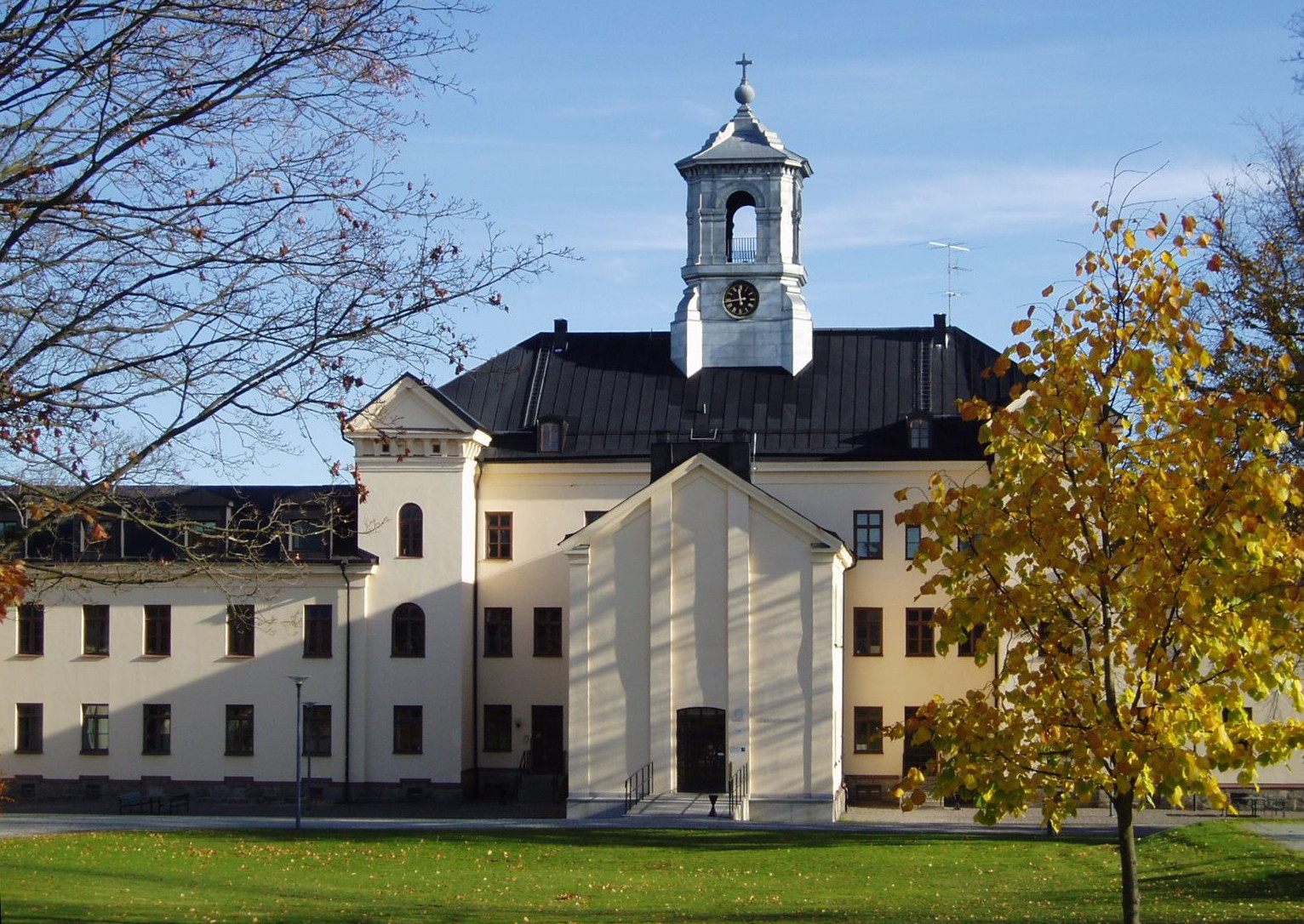
Konradsberg på Campus Konradsberg.

- Campus Konradsberg med Hällsboskolan, Manillaskolan, Kungsholmens västra gymnasium och Stockholms Internationella Montessoriskola
- Klara Norra gymnasium
- Klastorpsskolan
- Kristinebergsskolan
- Kulturskolan
- Kungsholmens grundskola
- Kungsholmens gymnasium
- Stockholms musikgymnasium
- Rålambshovsskolan
- S:t Eriks gymnasium
- S:t Görans gymnasium (nedlagd)
- Sverigefinska skolan i Stockholm
- Thorildsplans gymnasium